# Samuel Traugott Neumann
Samuel Traugott Neumann  (* 11. Dezember 1759 in Görlitz; † 13. Juli 1831 ebenda) war Rechtswissenschaftler und Bürgermeister der Stadt Görlitz in der Oberlausitz.

## Leben
Neumann wurde 1759 in Görlitz geboren und besuchte das städtische Gymnasium. Ab 1777 widmete er sich dem Studium der Rechte, Wissenschaften und der Geschichte an der Universität Leipzig. Nach dem Studium kehrte er 1782 in seine Heimatstadt zurück und begann hier im Jahr darauf als Advokat zu arbeiten. Im Jahr 1789 stellte ihn die Stadt als Stadtsteuerkassierer ein. In den Folgejahren wurde er Senator (1790), Stadthauptmann (1796), Scabinus (Schöffe) (1797), Stadtrichter (1803) und im Jahr 1806 schließlich Bürgermeister. 1818 wurde er zum Polizeidirektor und Inspektor des Gymnasiums berufen.
Neumann war viele Jahre als Ausschussdirektor und Kassenverwalter der Oberlausitzischen Gesellschaft der Wissenschaften tätig und publizierte hier auch zahlreiche Werke. Seine Kenntnisse in der Vaterlandsgeschichte, der Wappenkunde und in der Münzkunde waren gefragt. Für seine wissenschaftlichen Arbeiten hatte er sich auch private Sammlungen anlegt. Große Teile seiner Sammlungen gingen später an die Oberlausitzische Gesellschaft der Wissenschaften und an die Milichsche Bibliothek über.
Im Jahr 1784 heiratete er Johanne Charlotte Juliane von Geißler. Die Ehe blieb kinderlos. Neumann starb mit 72 Lebensjahren an einem Schlaganfall.